# Wasserburg Abtei Thierfeld

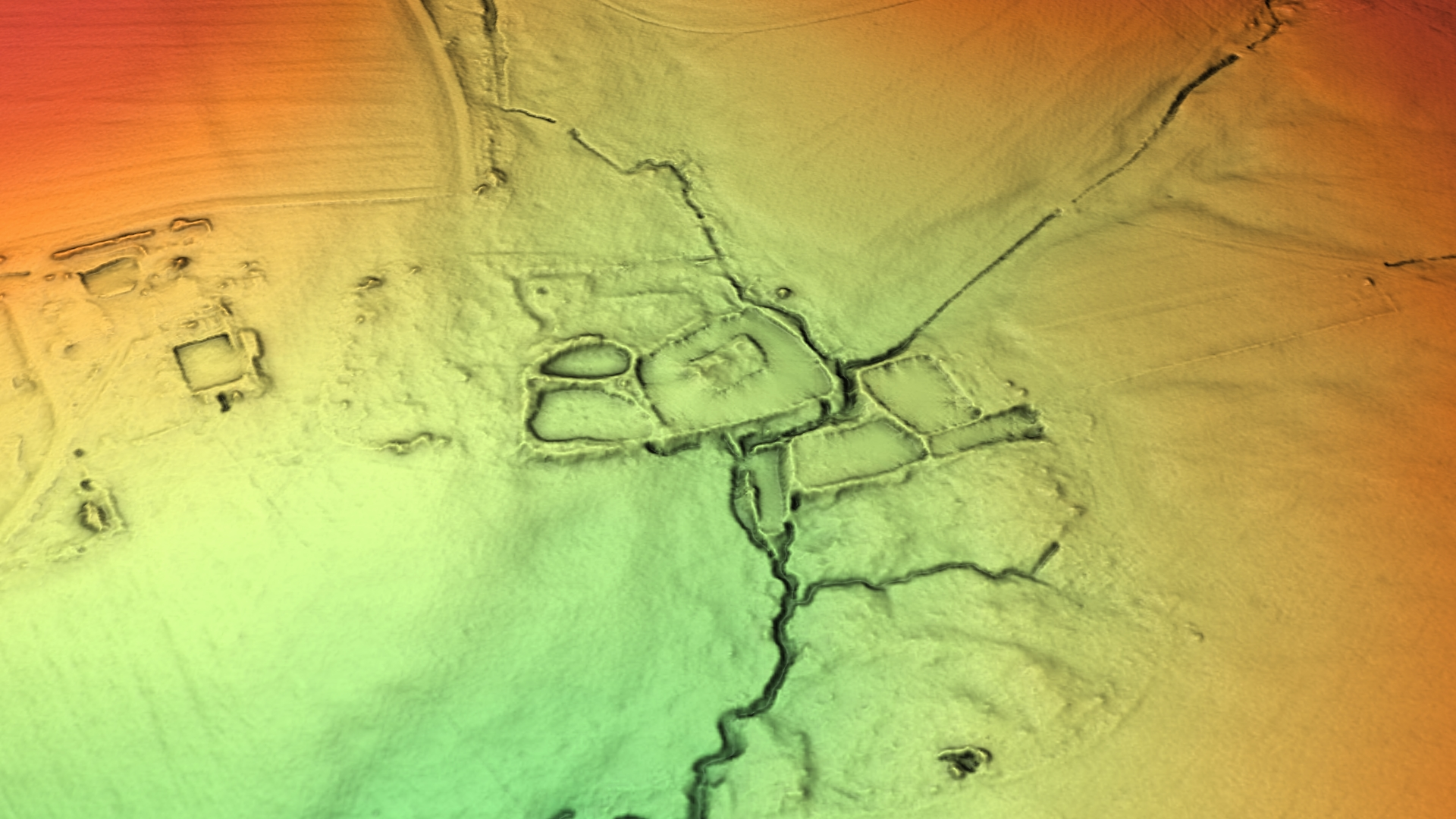
3D-Ansicht des digitalen Geländemodells

Die Wasserburg Abtei Thierfeld, auch Wal (eine regionale Bezeichnung des mittelalterlichen Burgtypes Motte) oder Ehrlerinsel genannt, ist eine abgegangene Wasserburg im Norden Thierfelds in Sachsen.

## Lage
Die Burg liegt im Norden von Thierfeld in der feuchten Wiesenaue des Thierfelder Baches.

## Geschichte und Beschreibung
Die Wasserburganlage, die von 1230 bis 1536 in den Besitz des bestehenden Zisterzienserklosters Grünhain kam, liegt abseits der Dorfstraße im oberen Thierfeld. Tonscherbenfunde, die sich nicht auf die Zeit vor das 14. Jahrhundert datieren lassen und sich heute im Burgmuseum Stein befinden, weisen darauf hin, dass die Burganlage von den Grünhainer Mönchen angelegt wurde. Der nebenan stehende Gutshof sowie ein Areal mit mehreren Anwesen heißen heute noch „Abtei“.
Die Burgstelle zeigt heute den noch wassergefüllten Ringteich der Inselanlage, den trockengelegten größeren westlichen Teich und die Wallumgrenzung. 1938 wurde die Anlage unter Denkmal- und Heimatschutz gestellt. Am 15. August 1958 wurde das Areal nochmals als Bodendenkmal bestätigt. Die hier (vor 1983) gemachten Funde sind dem 14./15. Jahrhundert zuzuweisen. Urkundliche Belege existieren keine zu dieser Anlage.
Im unteren Thierfeld befindet sich der Burgstall einer weiteren Wasserburg, der Wasserburg Thierfeld.